# Diocesi di Ilhéus
La diocesi di Ilhéus (in latino: Dioecesis Ilheosensis) è una sede della Chiesa cattolica in Brasile suffraganea dell'arcidiocesi di San Salvador di Bahia. Nel 2021 contava 560.960 battezzati su 781.000 abitanti. È retta dal vescovo Giovanni Crippa, I.M.C.

## Territorio
La diocesi comprende 26 comuni nella parte orientale dello stato brasiliano di Bahia: Ilhéus, Almadina, Aurelino Leal, Barra do Rocha, Camamu, Coaraci, Gandu, Gongogi, Governador Lomanto Júnior, Ibirapitanga, Ibirataia, Igrapiúna, Ipiaú, Itacaré, Itajuípe, Itamari, Itapitanga, Ituberá, Maraú, Nova Ibiá, Piraí do Norte, Teolândia, Ubaitaba, Ubatã, Uruçuca e Wenceslau Guimarães.
Sede vescovile è la città di Ilhéus, dove si trova la cattedrale di San Sebastiano.
Il territorio si estende su 11.021 km² ed è suddiviso in 41 parrocchie.

## Storia
La diocesi è stata eretta il 20 ottobre 1913 con la bolla Maius animarum bonum di papa Pio X, ricavandone il territorio dall'arcidiocesi di San Salvador di Bahia.
Il 21 luglio 1962 e il 7 novembre 1978 ha ceduto porzioni del suo territorio a vantaggio dell'erezione rispettivamente delle diocesi di Caravelas (oggi diocesi di Teixeira de Freitas-Caravelas) e di Itabuna.

## Cronotassi dei vescovi
Si omettono i periodi di sede vacante non superiori ai 2 anni o non storicamente accertati.
- Manoel Antônio de Paiva (Payva) † (15 marzo 1915 - 2 aprile 1929 nominato vescovo di Garanhuns)
- Eduardo José Herberhold, O.F.M. † (30 gennaio 1931 - 24 luglio 1939 deceduto)
- Felipe Benito Condurú Pacheco † (19 aprile 1941 - 7 febbraio 1946 nominato vescovo di Parnaíba)
- Benedito Zorzi † (3 agosto 1946 - 24 giugno 1952 nominato vescovo di Caxias do Sul)
- João Resende (Rezende) Costa, S.D.B. † (23 febbraio 1953 - 19 luglio 1957 nominato arcivescovo coadiutore di Belo Horizonte[1])
- Caetano Antônio Lima dos Santos, O.F.M.Cap. † (16 aprile 1958 - 19 dicembre 1969 dimesso[2])
- Roberto Pinarello de Almeida † (18 aprile 1970 - 14 gennaio 1971 dimesso)
- Valfredo Bernardo Tepe, O.F.M. † (14 gennaio 1971 - 5 luglio 1995 ritirato)
- Mauro Montagnoli, C.S.S. (20 dicembre 1995 - 11 agosto 2021 ritirato)
- Giovanni Crippa, I.M.C., dall'11 agosto 2021

## Statistiche
La diocesi nel 2021 su una popolazione di 781.000 persone contava 560.960 battezzati, corrispondenti al 71,8% del totale.
| anno | popolazione | popolazione | popolazione | presbiteri | presbiteri | presbiteri | presbiteri                | diaconi | religiosi | religiosi | parrocchie |
| anno | battezzati  | totale      | %           | numero     | secolari   | regolari   | battezzati per presbitero | diaconi | uomini    | donne     | parrocchie |
| ---- | ----------- | ----------- | ----------- | ---------- | ---------- | ---------- | ------------------------- | ------- | --------- | --------- | ---------- |
| 1950 | 644.800     | 650.000     | 99,2        | 29         | 20         | 9          | 22.234                    |         | 9         | 37        | 37         |
| 1963 | 760.000     | 800.000     | 95,0        | 33         | 17         | 16         | 23.030                    |         | 16        | 50        | 29         |
| 1968 | ?           | 1.000.000   | ?           | 36         | 17         | 19         | ?                         |         | 19        | 112       | 24         |
| 1976 | 830.000     | 940.000     | 88,3        | 44         | 20         | 24         | 18.863                    |         | 25        | 136       | 38         |
| 1980 | 440.000     | 467.668     | 94,1        | 17         | 10         | 7          | 25.882                    |         | 8         | 85        | 18         |
| 1990 | 555.000     | 603.000     | 92,0        | 27         | 21         | 6          | 20.555                    |         | 6         | 77        | 26         |
| 1999 | 650.000     | 900.000     | 72,2        | 47         | 44         | 3          | 13.829                    |         | 3         | 48        | 38         |
| 2000 | 700.000     | 900.000     | 77,8        | 47         | 43         | 4          | 14.893                    |         | 6         | 62        | 38         |
| 2001 | 450.000     | 682.814     | 65,9        | 54         | 50         | 4          | 8.333                     |         | 4         | 60        | 38         |
| 2002 | 483.305     | 690.436     | 70,0        | 56         | 51         | 5          | 8.630                     |         | 6         | 66        | 38         |
| 2003 | 487.794     | 690.436     | 70,7        | 57         | 50         | 7          | 8.557                     |         | 9         | 68        | 38         |
| 2004 | 493.179     | 690.436     | 71,4        | 57         | 50         | 7          | 8.652                     |         | 9         | 65        | 38         |
| 2006 | 493.179     | 690.436     | 71,4        | 56         | 49         | 7          | 8.806                     |         | 12        | 51        | 39         |
| 2013 | 528.000     | 734.000     | 71,9        | 53         | 48         | 5          | 9.962                     |         | 5         | 43        | 41         |
| 2016 | 540.400     | 752.000     | 71,9        | 52         | 49         | 3          | 10.392                    | 4       | 3         | 37        | 40         |
| 2019 | 552.200     | 768.850     | 71,8        | 55         | 52         | 3          | 10.040                    | 9       | 8         | 24        | 40         |
| 2021 | 560.960     | 781.000     | 71,8        | 54         | 52         | 2          | 10.388                    | 11      | 2         | 17        | 41         |